# Chu Seung-gyun
Chu Seung-gyun (추승균?; Pusan, 6 dicembre 1974) è un ex cestista e allenatore di pallacanestro sudcoreano.

## Carriera
Con la Corea del Sud ha disputato i Campionati del mondo del 1998.